# Antrophyum henryi
Antrophyum henryi är en kantbräkenväxtart som beskrevs av Georg Hans Emmo Wolfgang Hieronymus. Antrophyum henryi ingår i släktet Antrophyum och familjen Pteridaceae. Inga underarter finns listade.